# Laevilitorina bifasciata
Laevilitorina bifasciata är en snäckart som beskrevs av Suter 1913. Laevilitorina bifasciata ingår i släktet Laevilitorina och familjen strandsnäckor. Inga underarter finns listade i Catalogue of Life.